# Roger Joubert
Pour les articles homonymes, voir Joubert.
Roger Joubert, né à Avignon le 29 janvier 1929 et mort à Lorraine, le 2 octobre 2010,, est un comédien, compositeur et pianiste. Arrivé au Québec en 1952, il est notamment connu pour son rôle dans la comédie de situation Moi et l'autre avec Dominique Michel et Denise Filiatrault et sa participation au Festival de l'humour, une revue de l'actualité humoristique diffusée à l'antenne de la radio montréalaise CKAC.

## Biographie
Né en 1929 à Avignon, fils unique d'Elvire Eleuteri et de Gabriel Joubert, Roger Joubert arrive à Montréal en 1952 comme accompagnateur (piano) de la chanteuse Irène Hilda. Fraîchement débarqué, il devient le pianiste du restaurant haut de gamme montréalais, Rubi Foo's. Il y joue durant deux ans, avant de se joindre à la troupe Le Beu qui rit (dirigée par Paul Berval) en 1955.
Le Beu qui rit est alors le cabaret le plus populaire et estimé de l'époque. Joubert y travaille avec Paul Berval, Denis Drouin, Jacques Lorain, Denise Filiatrault, Jean-Claude Deret, Odile Adam et Dominique Michel. La troupe du Beu est invitée ponctuellement à la télévision, notamment à l'émission Music-Hall de Radio-Canada, présentée par Michelle Tisseyre. Roger Joubert y fait donc ses premières présences à la télévision. Il reste lié au Beu qui rit jusqu'à la dissolution de la troupe en 1960.
Sa carrière prend un nouvel envol avec sa participation à la série télévisée Moi et l'autre (1966-1971) où il incarne l'impossible Monsieur Lavigueur. Cette série connaît un immense succès pendant les six années de sa diffusion à l'antenne de la télévision de Radio-Canada. En plus de jouer le rôle de Monsieur (Jean-Paul) Lavigueur, Joubert est le compositeur de l'indicatif musical de la série. Il reprend ce rôle dans les nouveaux épisodes tournés en 1995. Il s'associe de nouveau à Denise Filiatrault et joue le rôle du chef Firmin Lapalisse dans le téléroman Chez Denise, à l'antenne de 1979 à 1982 et Le 101, ouest, avenue des Pins en 1984.
Joubert participe à quelques télé-théâtres Alcan. Ainsi on le voit en 1955 dans le rôle-titre de Célimare le bien-aimé, comédie d'Eugène Labiche adaptée pour la télévision par Alfred Delacour.
Dans ses rôles marquants pour la télévision, il incarne aussi dans l'épopée historique de D'Iberville, le Père Silvy. La télé-série est produite et diffusée par Radio-Canada en 1967-1968.
Grand comique, il a fait le régal des auditeurs durant quinze ans, à partir de 1974 au Festival de l'humour sur les ondes de la radio montréalaise CKAC, en compagnie de Louis-Paul Allard, Tex Lecor et Pierre Labelle,.
Par la suite, Joubert touche à tout, de compositeur à comédien, de directeur musical à chroniqueur culinaire, notamment pour l’émission Garden Party, diffusée à TQS en 1990. Ayant beaucoup travaillé avec différents artistes comme Serge Lama, Jean-Pierre Coallier, Jacques Boulanger, il sait faire sa marque et demeurer polyvalent, sans y perdre son accent provençal. Roger Joubert a également coanimé l’émission Y'a plein d'soleil, en compagnie de Louis-Paul Allard, de Tex Lecor et Shirley Théroux à TQS entre 1998 et 2009. Joubert est aussi l'accompagnateur et chef d'orchestre des vedettes, celles de passage au Québec notamment Michel Simon, Vicky et celles d'ici, Jacques Normand, Aglaé, Dominique Michel, Denise Filiatrault, Jacques Desrosiers, Donald Lautrec, et plusieurs autres.
Il meurt subitement à son domicile de Lorraine le 2 octobre 2010. Il fut également l'époux de la comédienne Johanne Fontaine, de qui il était encore très proche au moment de son décès.

## Filmographie

### Acteur
- 1957 : Le Colombier (série télévisée) : César
- 1957 : Au chenal du moine (série télévisée) : Le colporteur
- 1966 - 1971 : Moi et l'autre (série télévisée) : M. Lavigueur
- 1977 : Chez Denise (série télévisée) : Chef Firmin Lapalisse
- 1980 : The Christmas Raccoons (en) (TV) : Dan the Forest Ranger (French version) (voix)
- 1984 : Le 101, ouest, avenue des Pins (série télévisée) : Firmin Lapalisse
- 1988 : Des amis pour la vie
- 1991 : Denise... aujourd'hui (série télévisée) : Firmin Lapalisse
- 1991 : Alisée : Hector
- 1993 : Ent'Cadieux (série télévisée)
- 1993 : Matusalem : Père Lansien
- 1995 : Moi et l'autre (série télévisée) : Monsieur Lavigueur
- 1998 - 2009 : il coanime l’émission Y'a plein d'soleil, sur TQS, en compagnie de[Louis-Paul Allard, de Tex Lecor et Shirley Théroux
- 2000 : Haute surveillance (série télévisée)
- 2000 : César (TV) : Le curé

### Compositeur
- 1966 : Moi et l'autre (série télévisée)
- 1984 : Le 101, ouest, avenue des Pins (série télévisée)

## Vie privée
Roger Joubert a épousé l'actrice Denyse Émond (1928 - ), le 20 octobre 1959, à Montréal puis Christine Charbonneau (1943 - 2014), le 12 décembre 1969, à Montréal. Il a également été le conjoint de la comédienne Johanne Fontaine (1955 - 2018) de qui il est resté très proche jusqu'à la fin de sa vie.

## Récompenses et Nominations

### Nominations
- Roger Joubert, Louis-Paul Allard, Pierre Labelle et Tex Lecor avaient reçu une nomination dans la catégorie du microsillon humoristique de l'année au Gala de l'ADISQ en 1983 pour l'album Le nouveau festival de l'humour québécois; le prix était finalement allé à Yvon Deschamps[2].